# Maraaya
A Maraaya (mozaikszó: Marjetka-raay-Marjetka) egy szlovén zenei duó, akik Szlovéniát képviselték a 2015-ös Eurovíziós Dalfesztiválon, Bécsben a Here for You című dallal.

## Zenei karrier
Az együttest Marjetka Vovk énekesnő és Aleš Vovk (művésznevén Raay) zenei producer duója alkotja. 2014-ben jelent meg első kislemezük a Lovin' Me.
2015-ben megnyerték az Eurovíziós Dalfesztivál szlovén válogatóját a Here for You című dalukkal, így ők képviselhették hazájukat a 60. Eurovíziós Dalfesztiválon, Bécsben.

## Magánélet
Marjetka és Raay a magánéletben is egy párt alkot és két gyermekük van: Vid és Oskar.